# Сант'Анђело (Пиза)
Сант'Анђело (итал. Sant'Angelo) је насеље у Италији у округу Пиза, региону Тоскана.
Према процени из 2011. у насељу је живело 56 становника. Насеље се налази на надморској висини од 55 м.